# Marget Larsen
Marget Aagot Larsen (San Francisco, 10 de septiembre de 1922-San Rafael, 10 de noviembre de 1984) fue una diseñadora y directora de arte estadounidense que marcó una gran influencia en el sector de la publicidad impresa de Estados Unidos. Su distintivo estilo ilustrativo y tipográfico estaba influenciado por el mundo del arte, particularmente por las obras del pintor surrealista alemán Paul Klee.

## Trayectoria
Larsen nació en San Francisco y creció en Burlingame, en California. Estudió en el Colegio de Artes de California en horario nocturno, ya que durante el día trabajaba en I. Magnin, unos antiguos grandes almacenes de San Francisco dedicados a productos de lujo y alta costura. Gracias a una promoción, Larsen trabajó en el departamento creativo de la compañía, junto a artistas y directores de publicidad, para la creación de trabajos promocionales que le llevó a recibir elogios. Larsen acabó desempeñando funciones en dirección de arte para otros grandes almacenes de moda, Joseph Magnin Co., y junto a la ilustradora de moda Betty Brader establecieron una imagen gráfica con publicidad, carteles y envases hoy en día recordados.
Al principio de su carrera, Larsen estudió con una amplia variedad de artistas y diseñadores, como el escultor Robert Howard o la diseñadora de joyas Margaret de Patta. Su amor por el arte, particularmente el trabajo de Paul Klee, influyó en su estilo. Su trabajo solía ignorar las convenciones estilísticas de la época, usando colores vibrantes y mostrando ilustraciones o actitudes en lugar de la mera representación de productos.
Larsen comenzó a trabajar con el innovador publicitario Howard Gossage en la agencia Weiner & Gossage. Juntos fueron reconocidos por cambiar el panorama de la publicidad impresa en ese momento, con proyectos como las bolsas de papel para la panadería Parisian Bakery, que, por primera vez, fueron decoradas para fines promocionales, o el desarrollo de los primeros anuncios ecológicos de los años 60 del siglo XX. 
En 1964, comenzó su carrera profesional por cuenta propia para clientes como Leonard Martin, The Cannery, Sierra Club o Alvin Duskin.
Larsen murió de cáncer en 1984 en San Rafael a la edad de 62 años.

## Reconocimientos
El San Francisco Show nombró su "premio de diseño y dirección de arte" en honor a Larsen.